# Dżisr as-Safra
Dżisr as-Safra (arab. جسر الصفراء) – wieś w Syrii, w muhafazie Damaszek, w dystrykcie Katana, w poddystrykcie Sasa. W 2004 roku liczyła 704 mieszkańców.